# Sesamer
Sesamer (Sesamum) är ett släkte med ett tjugotal arter blommande växter i familjen Pedaliaceae. Arterna är ett- eller fleråriga örter med ätbara frön. Den mest välkända arten kallas just för sesam (Sesamum indicum) och är ursprung till kommersiella sesamfrön och sesamolja. Vilt förekommer släktet främst i Afrika, men vissa arter förekommer även i Indien, på Sri Lanka och Kina. Arten S. indicum ursprung är oklar och odlas över stora områden i den tropiska regionen. Släktet är närbesläktat med det helt afrikanska släktet Ceratotheca.

## Arter
Arter inom släktet:
- Sesamum abbreviatum Merxm.
- Sesamum alatum Thonn. inkl. Sesamum gracile Endl.
- Sesamum angolense Welw.
- Sesamum biapiculatum De Wild.
- Sesamum calycinum Welw.
- Sesamum capense Burm. f.
- Sesamum hopkinsii Suess.
- Sesamum indicum L.
- Sesamum lamiifolium Engl.
- Sesamum latifolium J.B. Gillett
- Sesamum lepidotum Schinz
- Sesamum macranthum Oliv.
- Sesamum marlothii Engl.
- Sesamum mombazense De Wild. & T.Durand
- Sesamum parviflorum Seidenst.
- Sesamum pedalioides Welw. ex Hiern
- Sesamum radiatum Schumach. & Thonn.
- Sesamum rigidum Peyr.
- Sesamum rostratum Hochst.
- Sesamum sabulosum A.Chev.
- Sesamum schinzianum Asch.
- Sesamum somalense Chiov.
- Sesamum thonneri De Wild. & T. Durand
- Sesamum triphyllum Welw. ex Asch.

## Galleri

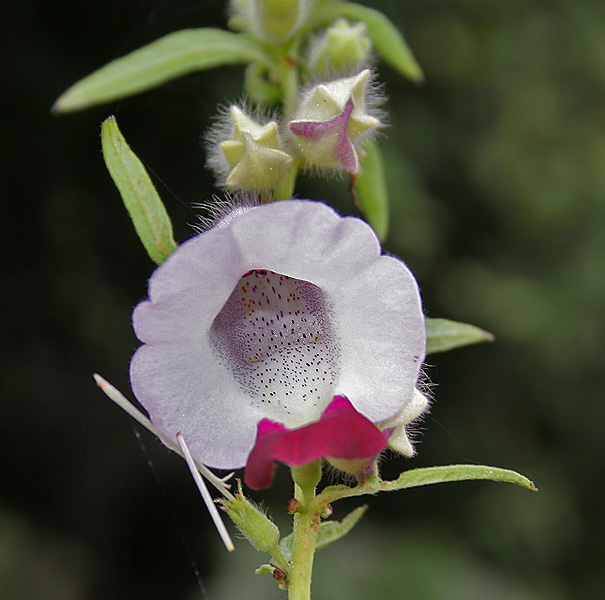
Sesamum indicum
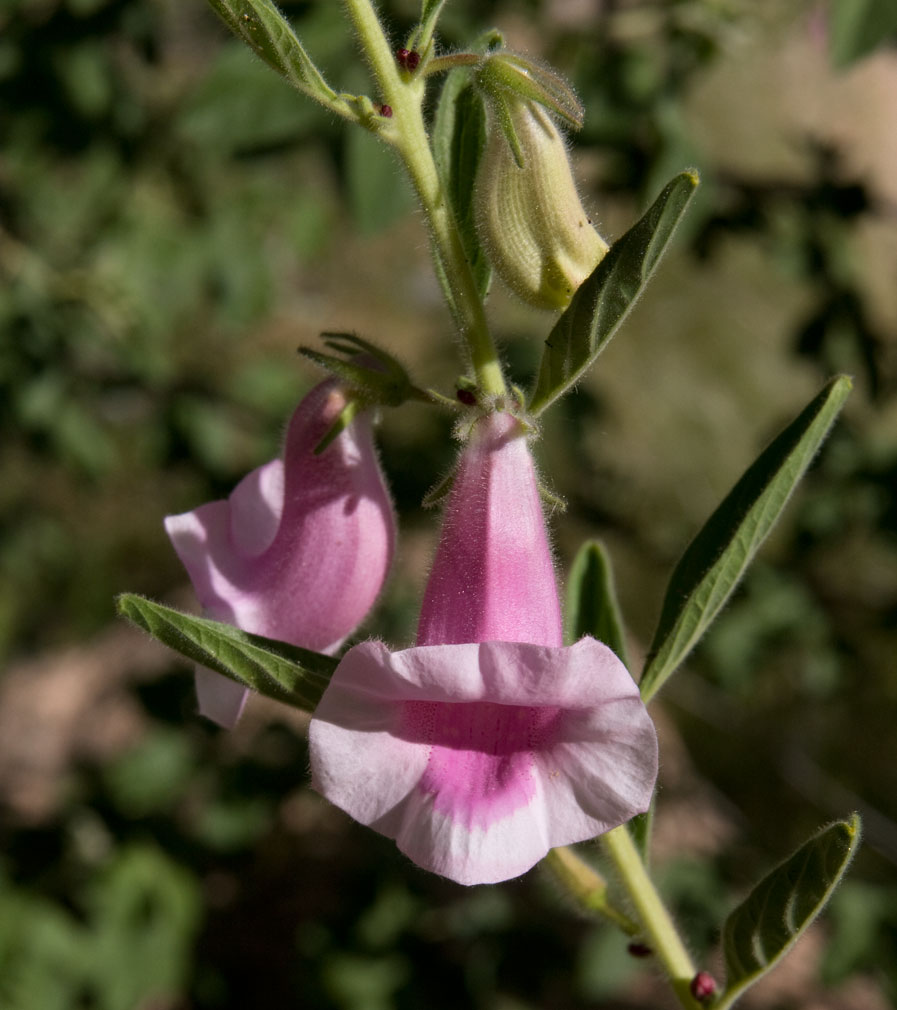
Sesamum rigidum
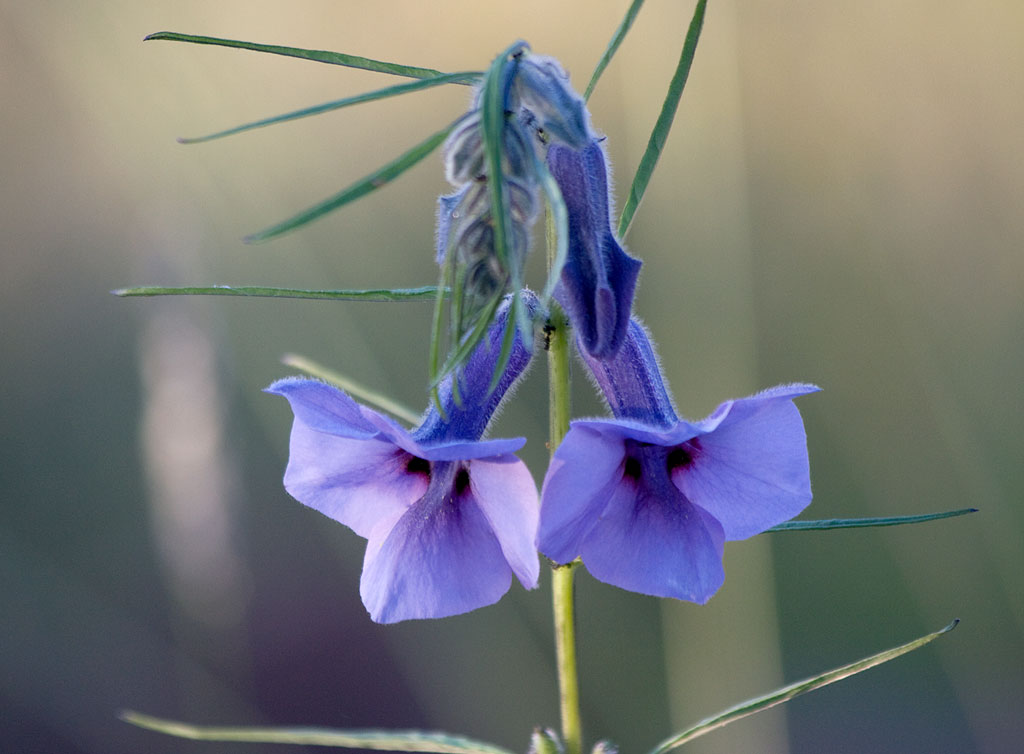
Sesamum triphyllum
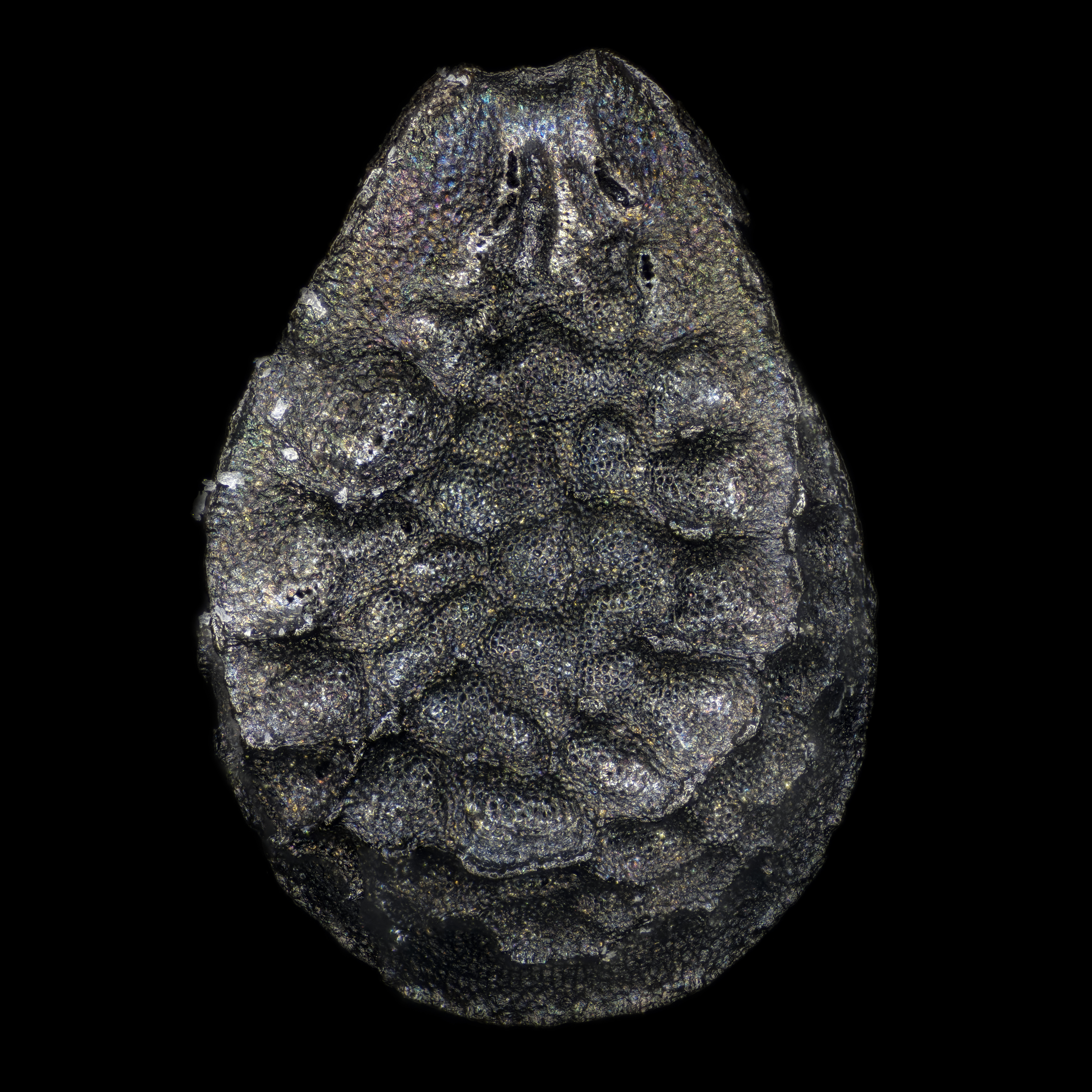
Frö i ett mikroskop.